# Vieska (district de Dunajská Streda)
Vieska est un village de Slovaquie situé dans la région de Trnava.

## Histoire
Première mention écrite du village en 1322.

## Démographie

### Évolution de la population
| Année:               | 1994. | 2004.   | 2014.   | 2024.   |
| -------------------- | ----- | ------- | ------- | ------- |
| Nombre de personnes: | 455   | 440     | 425     | 423     |
| Différence:          |       | -3,29 % | -3,40 % | -0,47 % |

| Année:               | 2023. | 2024.   |
| -------------------- | ----- | ------- |
| Nombre de personnes: | 423   | 423     |
| Différence:          |       | -1,42 % |